# Lissoclinum polyorchis
Lissoclinum polyorchis är en sjöpungsart som beskrevs av Monniot 1992. Lissoclinum polyorchis ingår i släktet Lissoclinum och familjen Didemnidae. Inga underarter finns listade i Catalogue of Life.